# Karl Lueger
 (décembre 2017).
 (novembre 2016).
Karl Lueger, né le 24 octobre 1844 à Vienne et mort le 10 mars 1910 dans la même ville, est une personnalité politique autrichienne, catholique-conservateur, qui fut maire de Vienne de 1897 jusqu'à sa mort en 1910. 

## Biographie

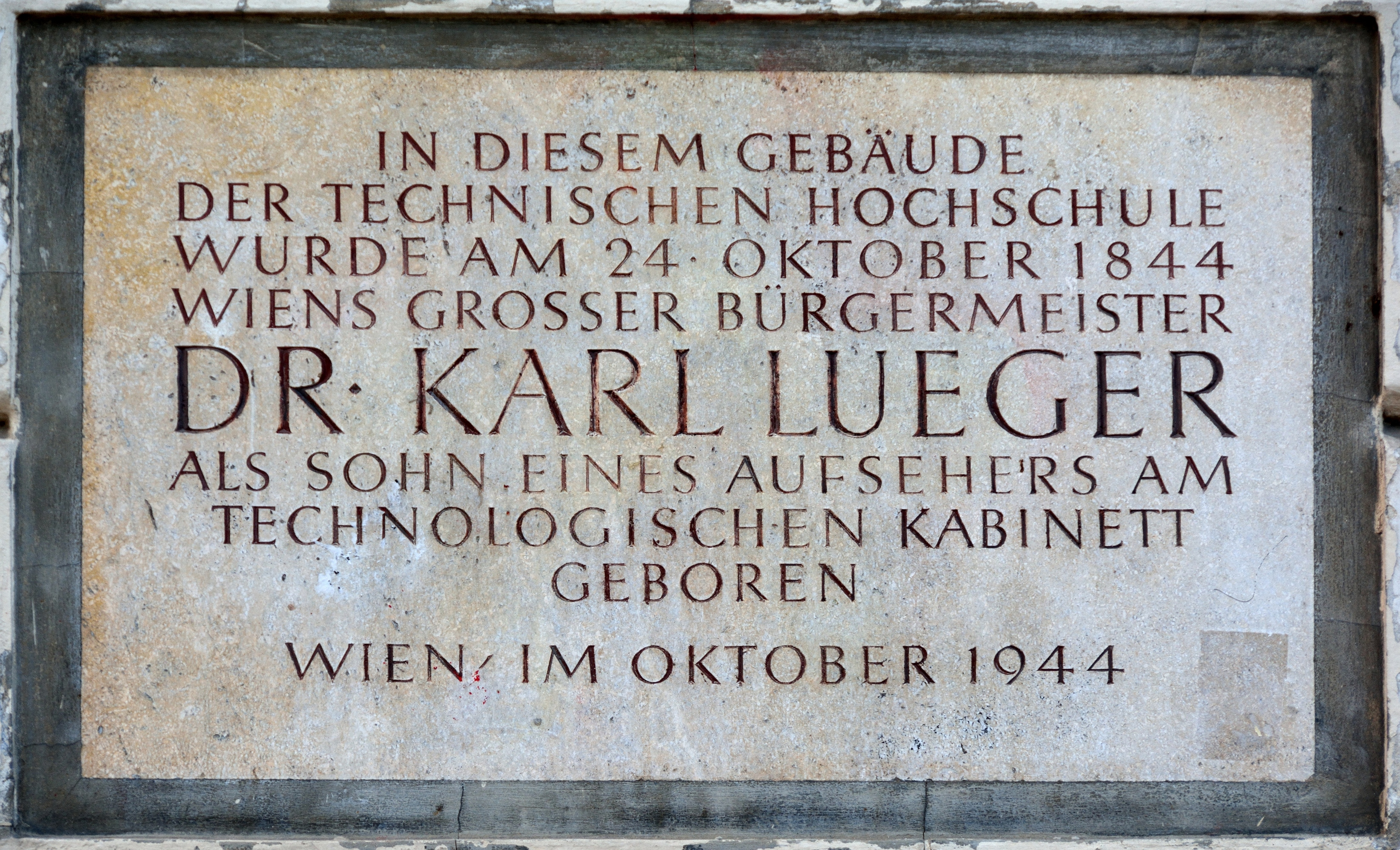
Plaque de sa maison natale, Université technique de Vienne.

Karl Lueger est né à Vienne dans une famille modeste. Son père est concierge de l'Institut de technologie. Il y fait des études de droit et passe son doctorat en 1870. Il ouvre alors un cabinet qui connaît rapidement un grand succès ; il plaide avec une grande éloquence des affaires devant la Cour. Il passe alors pour l'avocat des « petites gens » et connaît dès lors une certaine notoriété. Il exerce jusqu'en 1896. Il fonde et anime le Parti chrétien-social autrichien (Christlichsoziale Partei, CS). En 1886, au Reichsrat de Vienne, il dénonce le Compromis austro-hongrois de 1867, parlant du « judéo-magyarisme », financé par les banques cosmopolites. Il renouvelle ses attaques en 1891, ce qui lui vaut d'être exclu du Reichsrat. En 1890, Lueger est élu au Landtag de Basse-Autriche, devenant une des figures de proue de la lutte contre le libéralisme économique et la corruption, particulièrement développée à cette époque à Vienne.
L'Empereur François-Joseph qui règne sur l'Autriche-Hongrie depuis 1848 fut aussi confronté à la percée de Karl Lueger. Il ne manifesta aucune sympathie. L'Empereur François-Joseph refuse alors d'entériner son élection, comme le prévoit la loi. À quatre reprises, on procédera à une nouvelle élection du maire. À quatre reprises, l'Empereur refusera de reconnaître le résultat du vote. Le conflit dure deux ans, et c'est finalement l'autorité impériale qui sort affaiblie du bras de fer. Le pape Léon XIII, se laissant convaincre par la défense des chrétiens-sociaux, donne à Lueger sa bénédiction.
Le Parti chrétien-social remporte les élections municipales à Vienne en 1895. Après trois refus, l'empereur François-Joseph Ier d'Autriche se résigne en 1897 à voir Lueger devenir maire de Vienne, à la suite du succès du Parti chrétien-social aux élections au Reichsrat. Lueger est réélu maire en 1903 et en 1909. Il décède des suites du diabète durant son troisième mandat en 1910. Lueger fournira un modèle de gestion à ses rivaux sociaux-démocrates comme Jakob Reumann et Karl Seitz qui occuperont l'hôtel de ville au lendemain de la Première Guerre mondiale.
Sa popularité est alors extrêmement importante et plusieurs centaines de milliers d'Autrichiens assistent à ses funérailles. Il a été enterré dans la crypte de l'Église Saint-Charles-Borromée de Vienne nouvellement érigée au Zentralfriedhof (Cimetière central de Vienne). On y retrouve les grands créateurs et hommes politiques qui ont fait la réputation de Vienne : Ludwig van Beethoven, Johannes Brahms, Johann Strauss, Wolfgang Amadeus Mozart, Franz Schubert, Karl Renner, Theodor Körner, etc. C'est le Père Lachaise viennois.

## Administrateur efficace

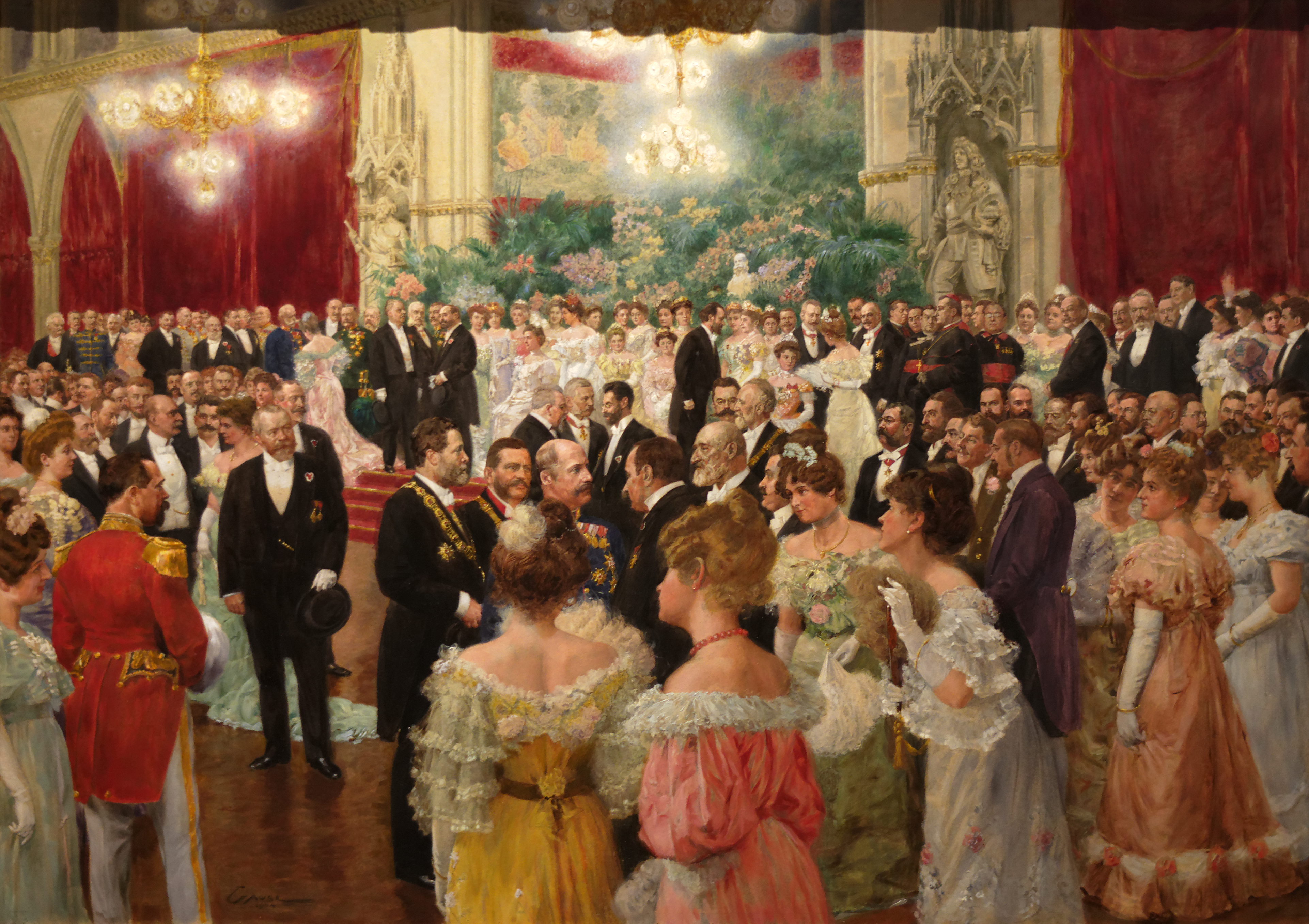
Bal à l'Hôtel de ville de Vienne (1904).

Karl Lueger administre efficacement Vienne qui, de ville insalubre avec une population ouvrière logée dans des taudis, devient une ville où la mortalité due à la pauvreté et au manque d'hygiène diminue radicalement[réf. nécessaire]. De sa politique municipale, l'écrivain Stefan Zweig (d'origine juive) écrit : « son administration des affaires de la cité demeura irréprochablement juste et même d'un esprit démocratique exemplaire ; les Juifs, qui avaient tremblé à ce triomphe du parti antisémite, continuèrent à jouir des mêmes droits que les autres et de la même considération ». Une place du centre de Vienne, la Dr-Karl-Lueger-Platz lui est d'ailleurs dédiée et est ornée d'un imposant monument en son honneur.

« Ce mécontentement et ces inquiétudes furent exploités par un chef habile et populaire, le Dr. Karl Lueger, et avec sa devise : « Il faut aider les petites gens », il entraîna derrière lui toute la petite bourgeoisie et la classe moyenne aigrie, dont l'envie envers les privilégiés de la fortune était bien moindre que la crainte de tomber de sa bourgeoisie dans le prolétariat. C'était exactement la même couche inquiète de la population que plus tard Adolf Hitler rassembla autour de lui [...] »

— Stefan Zweig, Le Monde d'hier. Souvenirs d'un Européen.

## Politique antisémite

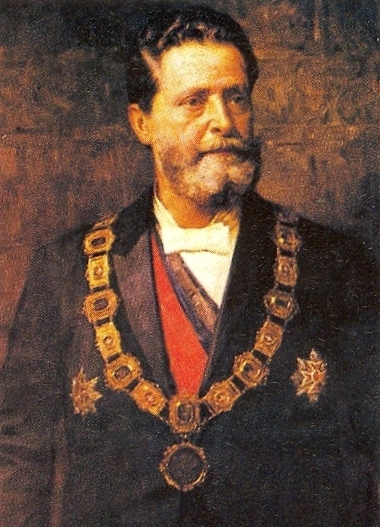
Karl Lueger en 1900.

Lueger, député au parlement autrichien, vote en 1887 en faveur de la proposition de loi de Georg Ritter von Schönerer pour restreindre l'immigration des Juifs roumains, polonais et russes ou ukrainiens qui étaient passés à 10 % de la population de Vienne. Il soutient la Société Guido von List.
Selon l'historien Ian Kershaw, son antijudaïsme n'était ni haineux ni racial, puisqu'il avait comme collaborateur le docteur Mendes qui était juif, mais populiste et démagogique, destiné à ratisser des voix du côté des classes exploitées. Pour cela, à plusieurs reprises pendant son mandat de maire, il expose des idées antisémites qu'il avoue avoir prises au français Édouard Drumont.
Pour cette raison, en 2020, la statue de Lueger, qui trône en bonne place sur la célèbre Ringstrasse, le boulevard circulaire de Vienne, est controversée.

### Bases de données et dictionnaires
- Ressource relative aux beaux-arts :   - British Museum
- Notices dans des dictionnaires ou encyclopédies généralistes :   - Biographisches Lexikon zur Geschichte Südosteuropas
  - Britannica
  - Brockhaus
  - Den Store Danske Encyklopædi
  - Deutsche Biographie
  - Dizionario di Storia
  - E-archiv.li
  - Enciclopedia italiana
  - Enciclopedia De Agostini
  - Internetowa encyklopedia PWN
  - Nationalencyklopedin
  - Österreichisches Biographisches Lexikon 1815–1950
  - Treccani
  - Universalis
  - Visuotinė lietuvių enciklopedija
- Notices d'autorité :   - VIAF
  - ISNI
  - BnF (données)
  - IdRef
  - LCCN
  - GND
  - Pays-Bas
  - Pologne
  - Israël
  - NUKAT
  - Suède
  - Vatican
  - Tchéquie
  - WorldCat